# 1083 Salvia
1083 Salvia là một tiểu hành tinh bay quanh Mặt Trời. Ban đầu nó có tên là 1928 BC. The numerical designation indicates this was the 1083rd asteroid discovered.